# Cynoscion albus
Cynoscion albus és una espècie de peix de la família dels esciènids i de l'ordre dels perciformes.

## Morfologia
- Els mascles poden assolir 130 cm de longitud total.[3][4]

## Alimentació
Menja gambes, peixos i cefalòpodes.

## Hàbitat
És un peix de clima tropical (17°N-2°S) i bentopelàgic.

## Distribució geogràfica
Es troba al Pacífic oriental: des del sud de Mèxic fins a l'Equador.

## Observacions
És inofensiu per als humans.